# Космический вестерн
Космический вестерн (от англ. Space Western) — жанр приключенческой научной фантастики, определяемый характерными элементами вестерна, перенесёнными в фантастический антураж (в отличие от жанра science fiction western, который переносит фантастические элементы в антураж Дикого Запада). Иногда рассматривается как поджанр космической оперы.
Действие космических вестернов как правило происходит в далёком будущем, на других планетах. Обычно представлен произведениями кино и телевидения, мультипликационными сериалами, хотя существуют также серии комиксов, книги и видеоигры.
Как самостоятельный жанр зародился в 1930-х годах. По одной из версий, активную роль в становлении жанра сыграл американский журнал Astounding Science Fiction, первый редактор которого Гарри Бейтс ориентировал авторов на скрещивание жанров и перенос популярных направлений искусства в фантастическое окружение.

## Некоторые примеры жанра
- The Adventures of the Galaxy Rangers (1986)
- SilverHawks (1986)
- Сантьяго: миф далёкого будущего (Santiago: A Myth of the Far Future)
- Роман Майка Резника из цикла Рождённый править (1986)
- BraveStarr (1987)
- Saber Rider and the Star Sheriffs (1987)
- Space Rangers (1992)
- Trigun — манга (1995) и аниме (1998)
- Cowboy Bebop (1998)
- Outlaw Star (1998)
- Призраки Марса (2001)
- Светлячок (телесериал) (2002)
- Миссия «Серенити» (2005)
- Раса терранов из вселенной Starcraft.
- Серия игр Borderlands
- Мандалорец (2019) и Книга Бобы Фетта (2021)